# Pierre Levêque
Pierre Lévêque est un religieux et homme politique français né le 4 mai 1740 et décédé à une date inconnue.
Curé de Tracy-Bocage, il est député du clergé aux états généraux de 1789 pour le bailliage de Caen.

## Sources
- « Pierre Levêque », dans Adolphe Robert et Gaston Cougny, Dictionnaire des parlementaires français, Edgar Bourloton, 1889-1891 [détail de l’édition]